# Dichtschlämme
Dichtschlämme (Dichtungsschlämme) basieren auf einer Zement-Kunststoff-Mischung und dienen zur Abdichtung von Oberflächen gegen eindringendes Wasser. Die Auftragsdicke variiert im Millimeterbereich, je nach Anforderung. Die Stoffe sind porenfüllend und werden meistens zweilagig, nach Aushärten der ersten Schicht, ausgeführt.